# Иваненко, Евгений Владимирович
Евгений Владимирович Иваненко (бел. Яўген Уладзіміравіч Іваненка; род. 22 декабря 1995, Мозырь, Гомельская область) — белорусский футболист, вратарь.

## Карьера
Воспитанник мозырьской «Славии». В 2014 году перешёл в основную команду. Дебютировал за команду 31 мая 2014 года в Первой лиге против «Энергетика-БГУ». За сезон 2014 года сыграл за команду 3 матча.
В 2015 году футболист отправился в аренду в светлогорский Химик, где стал основным вратарём. После окончания аренды вернулся назад в «Славию».
В сезоне 2016 года и сезоне 2017 года являлся запасным вратарём, однако на поле так и не вышел, выступая за дубль команды.
В 2018 году отправился в аренду в Гранит, где игрок также был резервным вратарём. Единственный матч в чемпионате сыграл 3 ноября 2018 года против «Энергетика-БГУ». Вернувшись в «Славию» продолжил выступать за дубль команды.
Дебютировал в Высшей лиге 9 ноября 2019 года против солигорского «Шахтёра».
В июле 2020 года отправился в аренду в «Гомель». Первый матч за гомельчан сыграл 22 июля 2020 года против дзержинского «Арсенала». По окончании аренды вернулся в «Славию». В феврале 2021 года игрок еще раз отправился в аренду в гомельский клуб. С мая месяца Иваненко стал основным вратарём гомельчан, где игрок в 15 матчах в чемпионате смог 8 раз оставить свои ворота нетронутыми. По окончании аренды опять вернулся в Мозырь.
Первый матч в сезоне 2022 года сыграл 19 июня против «Минск», пропустив 2 гола. Затем на протяжении сезона футболист оставался резервным вратарём мозырского клуба. В августе 2024 года футболист покинул мозырский клуб и вскоре завершил профессиональную карьеру.